# Харкањ
Харкањ или Харкање (мађ. Harkány) град је у крајње јужној Мађарској, у оквиру жупаније Барања.
Град има 3.831 становника према подацима из 2008. године.
Харкањ је позната бања у Мађарској и једно од најпосећенијих места у области Барање.

## Географија
Град Харкањ се налази у јужном делу Мађарске. Од првог већег града, Печуја, град је удаљен око 25 километара јужно. Град се налази у средињшем делу Панонске низије, у историјској области Барања, на свега 8 киометара од Драве, која је у овом делу граница Мађарске са Хрватском.

## Становништво
| 2015. |
| ----- |
| 4.219 |

### Попис1910.
| Харкањ | Харкањ |
| --- | --- |
| Језик | Вера |
| укупно: 1.249 Мађарски 1.223 (97,91%) Немачки 18 (1,44%) Српски 4 (0,32%) Словачки 2 (0,16%) Хрватски 1 (0,08%) остали 1 (0,08%) | <div style="border:solid transparent;position:absolute;width:100px;line-height:0; укупно: 1.249 Калвинисти 783 (62,69%) Римокатолици 397 (31,78%) Јевреји 50 (4,00%) Лутерани 15 (1,20%) Православци 4 (0,32%) - (-%) |

Напомена: Исказано заједно са бившим насељем Терехеђ, које је укинуто.

## Партнерски градови
- Бајиле Тушнад
- Бачко Петрово Село
- Трогир
- Шчавњица
- Курчатов
- Хајдубесермењ
- Цриквеница
- Брухкебел

## Галерија
- Проширење бање
- Миленијумски парк